# Kia Magentis
Kia Magentis je automobil južnokorejskog proizvođača Kia i proizvodi se od 2001. godine.

## Prva generacija
Prva generacija se proizvodio od 2001. – 2006. godine. 

### Motori
- 2.0 L, 100 kW (136 KS)
- 2.5 L, 124 kW (169 KS)

## Druga generacija
Druga generacija se proizvodio od 2006. godine.

### Motori
- 2.0 L, 106 kW (144 KS)
- 2.0 L, 121 kW (165 KS)
- 2.4 L, 120 kW (163 KS)
- 2.4 L, 130 kW (177 KS)
- 2.7 L, 139 kW (189 KS)
- 2.7 L, 142 kW (193 KS)
- 2.0 L turbo dizel, 103 kW (140 KS)
- 2.0 L turbo dizel, 110 kW (150 KS)

## Ostali modeli
- Kia Carnival
- Kia Venga